# 达维律师事务所
达维律师事务所（Davis Polk & Wardwell）是一家美国律师事务白鞋所，总部位于纽约市，在全球拥有980名律师，并在华盛顿特区、北加州、伦敦、巴黎、马德里、香港、北京、东京和巴西圣保罗有分支。该公司一直被公认为银行和金融服务以及资本市场的全球领导者。